# Viridomaro
Viridomaro (... – 61 a.C.) è stato un principe e condottiero gallo, capo degli Edui all'epoca della conquista della Gallia da parte di Giulio Cesare.
Viridomaro fu il capo gallico del popolo degli Edui che, dapprima alleato di Cesare, partecipò poi all'insurrezione contro Cesare nel 52 a.C. Ci è noto grazie al De bello Gallico, il resoconto che Cesare ha lasciato della sua campagna di Gallia.

## Dalla parte di Cesare
Secondo Cesare egli era allora, come il suo concittadino Eporedorige, un giovane ragazzo (adulescens nelle parole di Cesare) dotato tuttavia di un forte prestigio. Le sue origini erano umili ed egli doveva la sua ascesa a Cesare, dietro raccomandazione dell'eduo Diviziaco (Diviciaco). Assurto alle più alte cariche - senza dubbio una delle magistrature del suo popolo - egli fu fortemente coinvolto nei conflitti politici che agitavano gli Edui. Così, si era impegnato fortemente all'epoca del conflitto che opponeva Coto a Convittolitave, assumendo posizioni opposte rispetto a quelle di Eporedorige.

### La battaglia di Gergovia
In prossimità dell'assedio di Gergovia, il suo concittadino Litavicco lo vorrebbe far credere morto e, tra le lacrime, si dà a spargere la voce di una sua esecuzione ad opera dei Romani; lo scopo è quello di ottenere la defezione dei cavalieri edui che dovevano dare appoggio a Cesare. Grazie a Eporedorige Cesare può demistificare l'inganno.

## Dalla parte di Vercingetorige
Ma la fedeltà di Viridomaro al proconsole romano non dura a lungo: dopo lo scacco subito a Gergovia, Cesare assisterà alla defezione di Viridomaro e Eporedorige. I due, allontanatisi dalle truppe di Cesare con l'intenzione di prevenire una ribellione nel territorio degli Edui, una volta giunti Noviodunum si schierano invece al fianco di Vercingetorige: massacrano la piccola guarnigione e i mercanti romani che vi si trovavano, si dividono le ricchezze della città per poi darla alle fiamme non potendola mantenere né desiderando lasciarla come approvvigionamento per le truppe di Cesare. Radunate alcune truppe, i due continueranno la tattica della terra bruciata destinata a lasciare indietro l'armata di Cesare.
Cesare attribuisce le loro azioni più a un'ambizione personale piuttosto che a un sincero ricongiungimento alla causa di Vercingetorige: nutrendo delle alte ambizioni, non si sarebbero sottomessi, se non controvoglia, all'autorità del capo arverne; ma è anche da dire che la loro città sembrò perdere il rango che Cesare gli aveva conferito.

### In soccorso di Vercingetorige ad Alesia
Dopo l'inizio dell'assedio di Alesia, l'assemblea dei capi gallici ribelli sceglie Viridomaro per guidare l'esercito inviato in soccorso, insieme a Commio l'atrebate, Vercassivellauno l'arverno e all'eduo Eporedorige. Si trovarono allora, secondo Cesare, alla testa di 8.000 cavalieri e 140.000 fanti radunati in territorio eduo. L'armata di soccorso era destinata a spezzare l'assedio, senza però riuscirvi. Da quel momento si perdono le tracce di Viridomaro.